# تی‌آرتی ۳
تی‌آرتی ۳ (به ترکی استانبولی: TRT3) یک شبکه تلویزیونی دولتی ترکیه است.

## مقدمه
تی‌آرتی ۳ پخش آزمایشی خود را از ۲ اکتبر ۱۹۸۹ با عنوان "کانال ۳" آغاز کرد. پخش تی‌آرتی ۳ از طریق ماهواره ترکست و سیستم دیجیتال زمینی انجام می‌گیرد. برنامه‌های تی‌آرتی ۳ عمدتاً شامل ورزش، آموزش، فرهنگ، موسیقی و اخبار است. مانند اکثر کانال‌های تی‌آرتی، تبلیغات در این کانال مجاز است. علاوه بر این، تی‌آرتی ۳ برنامه‌هایی را به زبان‌های سنتی و گویش‌های محلی پخش می‌کند که هنوز هم در زندگی روزمره مردم ترکیه تکلم می‌شود.
مانند سایر کانال‌های ت‌رت، ت‌رت ۳ نیز ۲۴ ساعته برنامه پخش می‌کند. پخش روزانه آن با پخش سرودملی ترکیه از ساعت ۶:۵۸ صبح آغاز می‌شود. تی‌آرتی ۳ برای اولین بار در ترکیه سریال‌های مشهور جهانی را پخش کرد.

## پخش HD
تی‌آرتی ۳ اولین کانال با کیفیت بالا از ت‌رت است که با پخش بازی‌های المپیک تابستانی ۲۰۰۸ کار خود را آغاز کرد.